# The Fix
The Fix war eine US-amerikanische Hardcore-Punk-Band aus dem Bundesstaat Michigan, die von 1980 bis 1982 existierte. Trotz eines eher kleinen Werks gilt sie als bedeutende Band der ersten Hardcore-Welle im Mittleren Westen der Vereinigten Staaten.

## Geschichte
The Fix wurde im März 1980 von Steve Miller und Mike Achtenberg in Michigans Hauptstadt Lansing gegründet. Über einen Aushang in einem Waschsalon suchten sie einen Sänger; auf die Anzeige meldete sich Craig Calvert, der dann aber Gitarrist der Band wurde, während Miller den Gesangspart übernahm. Außerhalb von New York bildeten Jugendliche aus der weißen Mittelschicht die Basis der aufkeimenden Hardcore-Szene, insofern war es ungewöhnlich, dass The Fix einen schwarzen Gitarristen hatte. Komplettiert wurde die Band durch Schlagzeuger Jeff Wellman. Keiner der vier hatte Erfahrungen als Musiker in anderen Bands. Der Bandname The Fix geht auf eine Idee von Craig Calvert zurück.
Im Dezember 1980 besuchten Miller und Wellman ein Konzert von Black Flag in Chicago, und Miller freundete sich dabei mit dem Black-Flag-Bassisten Gary McDaniel an. Er ließ sich von McDaniel erklären, wie Black Flag ihre Tourneen organisierte, und im Sommer 1981 absolvierte The Fix eine selbstorganisierte Tour durch die Vereinigten Staaten, was für die Punk- und Hardcore-Szene des Mittleren Westens zu diesem Zeitpunkt sehr ungewöhnlich war – lediglich Toxic Reasons und Hüsker Dü hatten ebenfalls überregionale Live-Aktivitäten vorzuweisen. Im selben Jahr veröffentlichte die Band eine Single bei Touch and Go Records. Ebenfalls 1981 war die Band mit einem Titel auf dem Sampler Process of Elimination des Labels vertreten, der die wichtigsten Bands der ersten Hardcore-Welle aus Michigan und Umgebung auf einem Tonträger versammelte, neben The Fix unter anderem auch die Necros, die Meatmen oder Negative Approach. Ende 1981 waren die Bandmitglieder der Hardcore-Szene überdrüssig geworden, und Schlagzeuger Wellman (das jüngste Bandmitglied) wurde von seinen Eltern gedrängt, sich auf seinen Schulabschluss zu konzentrieren. Am 1. Januar 1982 löste sich die Band am Ende einer weiteren US-Tour nach einem Konzert mit Flipper und den Dead Kennedys in San Francisco auf. 1982 brachte Touch and Go postum eine EP der Band heraus, die von SST-Produzent Glen „Spot“ Lockett aufgenommen und abgemischt worden war.
Sänger Steve Miller begann in den 1990er-Jahren eine Karriere als Journalist und Schriftsteller. Eine Reportage über die wirtschaftliche Entwicklung der afroamerikanischen Bevölkerung der Vereinigten Staaten brachte ihm 2001 eine Nominierung für den Pulitzer-Preis ein. Gitarrist Craig Calvert wandte sich nach der Trennung vom Hardcore ab und ist heute als Produzent und Studiomusiker für Blues-Künstler tätig. Mike Achtenberg spielte in den 1980er-Jahren Bass bei den Meatmen. Er verstarb 2017 im Alter von 60 Jahren nach einer Herzerkrankung. Schlagzeuger Jeff Wellman hing nach dem Ende von The Fix die Musik an den Nagel und wurde Immobilienmakler im Charlevoix County in Nordmichigan.
Touch and Go Records und das deutsche Label Lost and Found Records veröffentlichten in den 1990er- und 2000er-Jahren Kompilationsalben, auf denen die Studioaufnahmen der Band um Livemitschnitte ergänzt wurden.

## Stil und Rezeption
Der US-amerikanische Musikjournalist und Filmemacher Steven Blush unterteilt die kurze Karriere von The Fix in eine von den Germs und eine von Discharge geprägte Phase und urteilt, The Fix hätten die Stimmung der Hardcore-Szene des Mittleren Westens verkörpert. Allmusic bezeichnet die Musik von The Fix als „heftige Musik in waghalsiger Geschwindigkeit“; die Band sei wegen ihrer wilden Shows einer der Lieblinge der Hardcore-Szene des Mittleren Westens gewesen. Das Touch-and-Go-Fanzine bescheinigte The Fix „unbändige Energie und hemmungslose Hingabe“, die Musik sei „kompromisslos schnell und rau“ und erreiche die „manische Geschwindigkeit“ kalifornischer Hardcore-Bands. Im Rahmen der Rezension einer Demo-Kassette bescheinigte das Fanzine der Band, das Potenzial für „die beste Punkplatte, die Michigan je hervorbrachte“, zu haben. Das Maximumrocknroll-Fanzine definierte die Musik der Band als „unverblümtes Gebräu aus der rohen Energie (...) von The Stooges und den schmutzigen (...) Tiraden der Dead Boys, gequetscht in brutale Zwei-Minuten-Songs, gespielt in schwindelerregender Geschwindigkeit“. Das „Punk-Archiv“ Dementlieu stellte heraus, dass die Musik der Band zwar mit der von Hardcorebands der US-amerikanischen Westküste vergleichbar sei, dass die Band ihren Klang aber wegen der anfangs isolierten Lage im Mittleren Westen eigenständig entwickeln musste. Das Lokalmagazin City Pulse aus Lansing wertete, die Musik von The Fix habe zwar „mehr nach Kriegsgetümmel als nach konventioneller Musik“ geklungen, der Fokus der Band auf präzises Spiel habe sie aber über die Punkbands der Region hinausgehoben. Das Magazin stellte heraus, dass The Fix den Hardcore nach Michigan gebrachte hätten.

## Diskografie
- 1982: Jan's Rooms (EP, Touch and Go Records)
- 1990: Cold Days (Kompilation, Lost and Found Records)
- 2006: At the Speed of Twisted Thought... (Kompilation, Touch and Go Records)

### Kompilationsbeiträge
- 1981: Process of Elimination (Touch and Go Records, Titel No Idols)